# 普惠寺
普惠寺，俗称王爷庙，位于中国内蒙古自治区兴安盟乌兰浩特市市区，是一座藏传佛教格鲁派寺院。

## 历史
该庙始建于清朝康熙三十年（1691年）。因该庙原是清朝札萨克图旗（今科尔沁右翼前旗）第三代郡王鄂齐尔的家庙，故俗称“王爷庙”。康熙三十三年（1694年），郡王鄂齐尔率领从东乌珠穆沁旗请来主持该庙庙务的高僧却尔济赴北京觐见康熙帝。喇嘛却尔济在北京期间，将不少藏文佛经译为蒙古文，受到清廷的赞赏。清廷封其为 “巴格西葛根”，并给王爷庙赐额“普惠寺”（蒙古语音译“好特老尼古勒喜”）。但该名称不为旗民熟知，旗民一直习惯称该庙为“王爷庙”。鼎盛时期，该庙有喇嘛600多人。
该庙也成了附近地区的地名，如今的乌兰浩特市旧称“王爷庙”。满洲国兴安南省公署、兴安总省公署均设在该地。1947年5月1日，内蒙古自治政府在此地成立，同时将王爷庙正式更名为乌兰浩特市。
该庙初建时，地址位于今乌兰浩特市普惠街东段北侧山坡上，规模很大。当时有两座正殿，前殿名为“朝仁拉新殿”，后殿名为“少格新殿”。该庙有81间庙舍，2座庙仓，白色的喇嘛住宅300多间。建成几年后，又新建了一座葛根宫。该庙平面呈长方形，平顶。建筑周围立有21座石刻佛像经碑。寺庙占地面积17.5万平方米，总建筑面积6万平方米。
王爷庙的建筑融合了汉藏风格。正殿前方大约100米处，立有三丈多高的4根红漆经杆，上悬黄布经旗。山门外左右两侧，有一对石狮。正殿正门外，有面阔三间的大廊，廊内的正门两侧墙上绘有四大天王画像；大廊东、西两端，分别置有一座铜制经轮，带铁环，可转动。正殿顶部立有一尊铜兽，四角立有经轮、短戟，象征着吉祥如意。正殿四壁以石块砌成，白壁红边。顶部有大天窗，象征着佛法通天。四角分别设有铜制镏金经柱；南墙上端中央，有铜制镏金二鹿听经像。正殿前部54间是经堂，后部27间是佛堂，均是盘龙红漆明柱，天花板绘有龙风图案。经堂正门入口处，悬有缎制绣花的伞盖顶幔，地面铺有地毯，其上铺设喇嘛坐垫，坐垫前摆小方桌，桌上有经卷、小铜铃、木鱼。喇嘛坐垫依次排列数行，是喇嘛诵经之处。佛堂北墙正中央，供奉者高2米的释迦牟尼铜制镏金像；身高均为1.67米的宗喀巴像在左、麦德尔像在右，还有骑着赤兔马的关羽与关平、周仓的木雕像；墙上挂有各种神佛画像，其中包括十八罗汉等等。佛堂的东、西两侧，顺序列有多尊铜制、木制、泥塑佛像。
王爷庙活佛第一世为“巴格西葛根”却尔济。此后依次有格那旺丹必尼玛、毛楞、桑布、锡勒图、麦德尔等等活佛。
光绪三十一年（1905年），俄罗斯帝国哥萨克骑兵在日俄战争败退途中，袭扰了王爷庙地区，破坏了该庙的房屋，砸碎了部分佛像，庙内财物遭抢劫一空。1912年9月14日，奉天后路巡防队统领吴俊升率马步各营追击郡王乌泰、诺彦活佛至王爷庙时，该庙的一座殿堂、一座庙仓、数十间喇嘛住房遭炮火炸毁，庙内的佛像、经卷、法器也大多遭炸毁。
1932年6月，以青山好、九江乐、满天飞为首的一千多名强盗，掠走了庙内的不少珍贵物品。
1945年9月15日，重建的一座正殿、49间房屋完工。文化大革命中，1966年8月，该庙建筑被全部扒倒，仅存的经卷遭到焚烧，佛像和器皿遭到砸毁。
1986年7月，乌兰浩特市人民政府拨款2.5万元，在王爷庙旧址新建了一座砖石结构庙堂，中间为佛堂，东、西间为喇嘛居室，占地面积大约300平方米。尔后又经过不断扩建。现在新建的寺庙并不在旧有的建筑旧址上，其建筑风格及布局也同旧有的寺庙不同。 

## 建筑
到2009年，新建的寺庙占地面积13万平米，西南侧是成吉思汗公园，东临兴安路，北为一片园地。 寺庙的主体建筑以大雄宝殿为中心。自南到北依次为：山门、天王殿、大雄宝殿、密宗殿，中轴线以东靠后的部分为喇嘛生活区，中轴线以西为五小庙。大雄宝殿的梁柱采用钢筋混凝土结构，门窗及斗拱均为木结构，三层重檐歇山顶，东、西、北三面均有抱厦且形制相同。大殿面阔五间，进深五间，室内可由铁梯登上二层楼。